# Carlos Prieto
Carlos Prieto (Mérida, 1980. február 2.) spanyol kézilabdázó, a Rhein-Neckar Löwen 203 cm magas és 100 kg-os beállósa.

## Életútja
Prieto Spanyolország Extremadura autonóm közösségének székhelyén Mérida városában született. Klubcsapataival eddig három alkalommal lett Bajnokok Ligája győztes. A spanyol válogatott tagjaként részt vett a 2008-as nyári olimpián, ahol a csapat bronzérmes helyen végzett legyőzve a horvátokat. Korábban több ajánlatot is kapott a Bundesligából, végül 2009-ben a Rhein-Neckar Löwen csapatához igazolt. A 2010/2011-es szezont az RK Celje csapatánál kezdte.

## Eddigi csapatai
- FC Barcelona 1997-1999
- BM Gáldar 1999-2002
- BM Ciudad Real 2002-2007
- BM Valladolid 2007-2009
- Rhein-Neckar Löwen 2009-2010
- RK Celje 2010-

## Sikerei
- Bajnokok Ligája győztes: 1998, 1999, 2006
- Olimpia: bronzérem 2008
- EHF Kupagyőztesek Európa Kupája győztes: 2003, 2009
- Liga ASOBAL győztes: 1998, 1999, 2004, 2007
- Copa ASOBAL győztes: 1998, 2003, 2004, 2005, 2006, 2007
- Europeai Szuper Kupa győztes: 2006, 2007
- Spanyol Szuper Kupa győztes: 2005